# Bojar

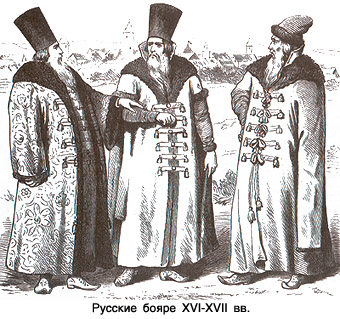
Ryska bojarer i traditionell bojardräkt typisk för 1500- och 1600-talen

En bojar var en högt uppsatt medlem i den traditionella ryska, bulgariska och rumänska ärftliga feodaladeln från 900-talet fram till 1600-talet.
De ryska bojarerna delas traditionellt i tre kategorier:
1. De rurikiska furstar som levde i Moskva sedan deras riken hade annekteras till Moskvariket (ätterna Sjujskij, Vorotynskij och Repnin med flera)
2. Främmande furstar från Litauen och den Gyllene horden som påstås härstamma från Djinghis khan (ätterna Belskoch Mstilavskij med flera)
3. Den urgamla moskovitiska adeln som hade betjänat storfurstarna sedan 1300-talet (ätterna Romanov, Godunov och Sjeremetev med flera)

Bojarerna fick under medeltiden allt större makt bland annat genom den så kallade bojarduman.
Bojarerna motarbetades och deras egentliga makt krossades av Ivan III och Ivan IV "den förskräcklige". "De sju bojarerna" låg dock bakom tillsättandet av en ny härskare under Stora oredan 1603-1613. Denne blev Mikael Romanov.
Peter den store avskaffade bojarduman, som då sedan länge hade varit ur funktion. Under 1700-talet försvann även själva bojartiteln.